# Aphaenogaster

Aphaenogaster phillipsi

Aphaenogaster (лат.) — род муравьёв трибы Stenammini (ранее в Pheidolini) из подсемейства Myrmicinae (Formicidae). Около 200 видов.

## Распространение
Всесветное, кроме юга Южной Америки и тропической Африки (и кроме холодных и умеренных широт). Более половины известных видов распространены в западной Палеарктике, из которых более 100 встречаются в Средиземноморье; четыре вида известны с Мадагаскара; около десяти видов встречаются в Австралии, шесть — в Новой Гвинее, около 40 — в Центральной Азии, к югу от восточной Палеарктики и в Ориентальном регионе, и только около 25 — в Неарктике и Неотропической области, от южной Канада до северной Колумбии.

## Описание
Муравьи среднего и мелкого размера (4-9 мм). Обитают в земляных гнёздах. Этот род часто путают с муравьями родов Pheidole или Pheidologeton. У последних двух имеются крупные солдаты с большими головами, тогда как у Aphaenogaster есть только одна каста малых рабочих. Кроме того, у Pheidole 3-члениковая булава усиков, а у Aphaenogaster 4-члениковая и более крупный средний размер. У муравьёв рода Pheidologeton 11-члениковые усики, в то время как у Aphaenogaster они 12-члениковые.
В муравейниках Aphaenogaster baronii в Марокко обнаружен гриб Aegeritella maroccana (Hyphomycetes).
Обнаружена мутуалистическая ассоциация между муравьями Aphaenogaster subterranea и нимфами равнокрылых Reptalus panzeri (Hemiptera: Cixiidae), которые питаются на корнях ясеня белого Fraxinus ornus.
В 2018 году был описан первый троглобионтный представитель рода (и второй в мире) муравей Aphaenogaster gamagumayaa из пещер на острове Окинава (Рюкю, Япония).

## Генетика
Диплоидный набор хромосом 2n = 22, 30, 32, 34, 36, 38, 40, 42, 44, 46.

## Систематика
Род относится к трибе Stenammini (ранее в Pheidolini) из подсемейства Myrmicinae. Включает около 200 современных видов и около 10 ископаемых видов.
Ранее синонимом считался Novomessor Emery, 1915 (восстановлен в родовом статусе в 2015 году).

### Синонимы
- Attomyrma Emery, 1915

### Типовой вид
- Aphaenogaster sardoa Mayr, 1853 typus

### Список видов
- A. aktaci Kiran & Tezcan, 2008
- A. albisetosa Mayr, 1886
- †A. amphioceanica De Andrade, 1995[9]
- A. angulata Viehmeyer, 1922
- A. annandalei Mukerjee, 1930
- †A. antiqua Dlussky & Perkovsky, 2002
- A. araneoides Emery, 1890
- †A. archaica (Meunier, 1915)
- A. ashmeadi (Emery, 1895)
- A. atlantis Santschi, 1929
- †A. avita Fujiyama, 1970[10]
- A. balcanica (Emery, 1898)
- A. balcanicoides Boer, 2013
- A. baogong Terayama, 2009
- A. barbara Shattuck, 2008
- A. barbigula Wheeler, 1916
- A. baronii Cagniant, 1988
- A. beccarii Emery, 1887
- A. beesoni Donisthorpe, 1933
- A. boulderensis Smith, 1941
- A. bressleri Csősz et al., 2021[11]
- A. burri (Donisthorpe, 1950)
- A. caeciliae Viehmeyer, 1922
- A. campana Emery, 1878
- A. cardenai Espadaler, 1981
- A. carolinensis Wheeler, 1915
- A. cavernicola Donisthorpe, 1938
- A. cecconii Emery, 1894
- A. cockerelli André, 1893
- A. concolor Watanabe & Yamane, 1999
- A. cristata (Forel, 1902)
- A. crocea André, 1881
- A. curiosa Santschi, 1933
- A. dejeani Cagniant, 1982
- A. depilis Santschi, 1911
- A. depressa Bolton, 1995
- †A. dlusskyana Radchenko & Perkovsky, 2016
- A. dlusskyi Radchenko & Arakelian, 1991
- A. donann Watanabe & Yamane, 1999
- †A. donisthorpei Carpenter, 1930[12]
- A. dromedaria (Emery, 1900)
- A. dulciniae Emery, 1924
- †A. dumetora (Lin, 1982)
- A. edentula Watanabe & Yamane, 1999
- A. ensifera Forel, 1899
- A. epirotes (Emery, 1895)
- A. erabu Nishizono & Yamane, 1990
- A. espadaleri Cagniant, 1984
- A. exasperata Wheeler, 1921
- A. fabulosa Arnol’di, 1968
- A. fallax Cagniant, 1992
- A. famelica (Smith, 1874)
- A. faureli Cagniant, 1969
- A. feae Emery, 1889
- A. fengbo Terayama, 2009
- A. festae Emery, 1915
- A. flemingi Smith, 1928
- A. floridana Smith, 1941
- A. foreli Cagniant, 1996
- A. friederichsi Forel, 1918
- A. fulva Roger, 1863
- A. gamagumayaa Naka & Maruyama, 2018[4]
- A. geei Wheeler, 1921
- A. gemella (Roger, 1862)
- A. georgica Arnol’di, 1968
- A. gibbosa (Latreille, 1798)
- A. gonacantha (Emery, 1899)
- A. gracillima Watanabe & Yamane, 1999
- A. graeca Schulz, 1994
- A. groehni Radchenko, 2024[1]
- A. haarlovi Collingwood, 1961
- A. hesperia Santschi, 1911
- A. holtzi (Emery, 1898)
- A. honduriana Mann, 1922
- A. huachucana Creighton, 1934
- A. hunanensis Wu & Wang, 1992
- A. iberica Emery, 1908
- A. incurviclypea Wang & Zheng, 1997
- A. inermita Bolton, 1995
- A. iranica Kiran & Alipanah, 2013
- A. irrigua Watanabe & Yamane, 1999
- A. isekram Bernard, 1977
- A. italica Bondroit, 1918
- A. januschevi Arnol’di, 1976
- A. japonica Forel, 1911
- A. karpathica Boer, 2013
- A. kervillei Forel, 1910
- A. kimberleyensis Shattuck, 2008
- A. koniari Cagniant & Galkowski, 2013
- A. kumejimana Watanabe & Yamane, 1999
- A. kurdica Ruzsky, 1905
- A. laevior Emery, 1887
- A. lamellidens Mayr, 1886
- †A. lapidescens Zhang, 1989
- A. ledouxi Tohmé, 1969
- A. lepida Wheeler, 1930
- A. lesbica Forel, 1913
- †A.? longaeva (Scudder, 1877)[12][13]
- A. longiceps (Smith, 1858)
- A. loriai (Emery, 1897)
- A. lustrans Smith, 1961
- A. luteipes Watanabe & Yamane, 1999
- †A. maculata Théobald, 1937
- A. maculifrons Kiran & Tezcan, 2008
- †A. maculipes Théobald, 1937
- A. makay Csősz et al., 2021[11]
- A. mariae Forel, 1886
- A. mauritanica Dalla Torre, 1893
  - =A. foreli Cagniant, 1996[14]
- †A. mayri Carpenter, 1930[12]
- A. mediterrae Shattuck, 2008
- A. megommata Smith, 1963
- A. melitensis Santschi, 1933
- †A. mersa Wheeler, 1915
- A. messoroides Dlussky, Soyunov & Zabelin, 1990
- A. mexicana (Pergande, 1896)
- A. miamiana Wheeler, 1932
- A. miniata Cagniant, 1990
- A. minutula Watanabe & Yamane, 1999
- A. montana W. Mackay, 2017
- A. muelleriana Wolf, 1915
- A. mutica Pergande, 1896
- A. nadigi Santschi, 1923
- A. obsidiana (Mayr, 1861)
- A. occidentalis (Emery, 1895)
- †A. oligocenica Wheeler, 1915
- A. opposita (Say, 1836)
- A. osimensis Teranishi, 1940
- A. ovaticeps (Emery, 1898)
- A. pallescens Walker, 1871
- A. pallida (Nylander, 1849)
  - =A. leveillei Emery, 1881[14]
- †A. paludosa Zhang, 1989
- †A. pannonica Bachmayer, 1960
- A. patruelis Forel, 1886
- A. perplexa Smith, 1961
- A. phalangium Emery, 1890
- A. phillipsi Wheeler & Mann, 1916
- A. picea (Wheeler, 1908)
- A. picena Baroni Urbani, 1971
- A. polyodonta Zhou, 2001
- A. poultoni Crawley, 1922
- A. praedo Emery, 1908
- A. praenoda Santschi, 1933
- †A. praerelicta De Andrade, 1995[9]
- A. projectens Donisthorpe, 1947
- A. pumilopuncta Zhou, 2001
- A. punctaticeps MacKay, 1989
- A. punctatissima W. Mackay, 2017
- A. pythia Forel, 1915
- A. quadrispina Emery, 1911
- A. reichelae Shattuck, 2008
- A. relicta Wheeler & Mann, 1914
- A. reticulaticeps  W. Mackay, 2017
- A. rhaphidiiceps (Mayr, 1877)
- A. ribbeckei Radchenko, 2024[1]
- A. rifensis Cagniant, 1994
- A. rothneyi (Forel, 1902)
- A. rudis Enzmann, 1947
- A. rugosoferruginea Forel, 1889
- A. rugulosa Watanabe & Yamane, 1999
- A. rupestris Forel, 1909
- A. sagei (Forel, 1902)
- A. sahafina Csősz et al., 2021[11]
- A. saharensis Bernard, 1953
- A. sangiorgii (Emery, 1901)[14]
  - =A. finzii Müller, 1921
  - =A. radchenkoi Kiran & Tezcan, 2008
- A. sardoa Mayr, 1853
  - =A. ujhelyii Szabó, 1910[14]
- A. schmidti Karavaiev, 1912
- A. schurri (Forel, 1902)
- A. semipolita (Nylander, 1856)
- A. senilis Mayr, 1853
- †A. shanwangensis (Hong, 1984)
- A. sicardi Cagniant, 1990
- A. simonellii Emery, 1894
- A. smythiesii (Forel, 1902)
- †A. sommerfeldti Mayr, 1868
- A. spinosa Emery, 1878
- A. splendida (Roger, 1859)
- A. sporadis Santschi, 1933
- A. striativentris Forel, 1895
- A. strioloides Forel, 1890
- A. subcostata Viehmeyer, 1922
- A. subexaperata Zhou, 2001
- A. subterranea (Latreille, 1798)
- A. subterraneoides Emery, 1881
  - =A. subterraneoides armeniaca Arnol’di, 1968
- A. subterraneosplendida André, 1883
  - = A. sicula Emery, 1908[14]
- A. swammerdami Forel, 1886
- A. syriaca Emery, 1908
- A. takahashii Wheeler, 1930
- A. tennesseensis (Mayr, 1862)
- A. testaceopilosa (Lucas, 1849)
- A. texana Wheeler, 1915
- A. theryi Santschi, 1923
- A. tibetana Donisthorpe, 1929
- A. tinauti Cagniant, 1992
- A. tipuna Forel, 1913
- A. tokarainsulana Watanabe & Yamane, 1999
- A. torossiani Cagniant, 1988
- A. treatae Forel, 1886
- A. turkestanica Arnol’di, 1976
- A. uinta Wheeler, 1917
- A. umphreyi Deyrup & Davis, 1998
- A. wangtian Terayama, 2009
- A. wangye Terayama, 2009
- A. weigoldi Viehmeyer, 1922
- A. weulersseae Cagniant, 1989
- A. wilsoni Cagniant, 1988
- A. xuatian Terayama, 2009